# 北京画院
39°55′59″N 116°28′23″E / 39.933104°N 116.472935°E

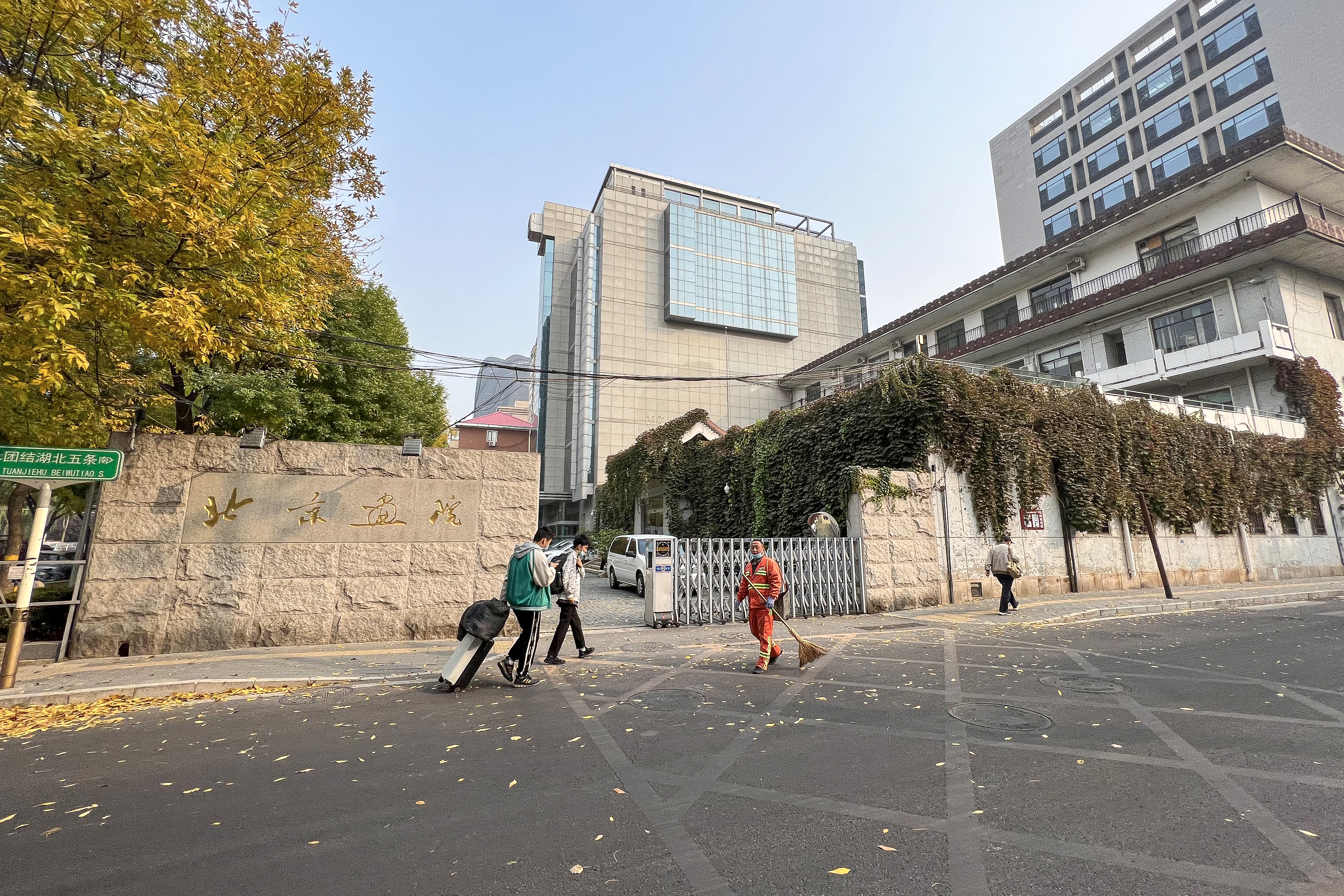
北京画院

北京画院，位于北京市朝阳区团结湖路6号，是北京市的专业画院。

## 历史
北京画院原名北京中国画院，是中华人民共和国成立时间最早、规模最大的专业画院。1956年，在中国人民政治协商会议第二届全国委员会上，画家叶恭绰、陈半丁提出“继承传统，大胆创新，成立中国画院”提案，受到党和国家领导人的重视。1956年6月1日，国务院总理周恩来主持国务院会议，通过了中华人民共和国文化部“北京与上海各成立一所中国画院”的报告以及实施方案。中华人民共和国文化部中国画院筹备委员会经过一年筹备，在1957年5月14日成立北京中国画院。周恩来与郭沫若、陆定一、沈雁冰等300多位文化界、美术界人士出席了当天在文化部礼堂举行的成立大会，周恩来发表长篇讲话。北京中国画院起初直属中华人民共和国文化部领导，从1958年第三季度起，文化部将其下放到北京市，由北京市人民委员会文化局领导。1965年，该画院增设油画、版画、雕塑等专业，更名为北京画院。1960年另一家上海中国画院也正式成立。
2005年9月23日，北京画院美术馆、齐白石纪念馆（均位于北京画院内）举行挂牌仪式。北京画院美术馆建筑面积达到4600平方米，设有四个展厅，五至六层是学术交流中心。
2012年，北京画院在北京市东城区雨儿胡同13号的齐白石旧居内开办齐白石旧居纪念馆。

## 下属机构
- 北京画院美术馆
- 齐白石艺术国际研究中心
- 传统中国绘画研究中心
- 齐白石旧居纪念馆